# 阿加爾塔山國家公園
15°00′37″N 85°51′09″W / 15.01028°N 85.85250°W

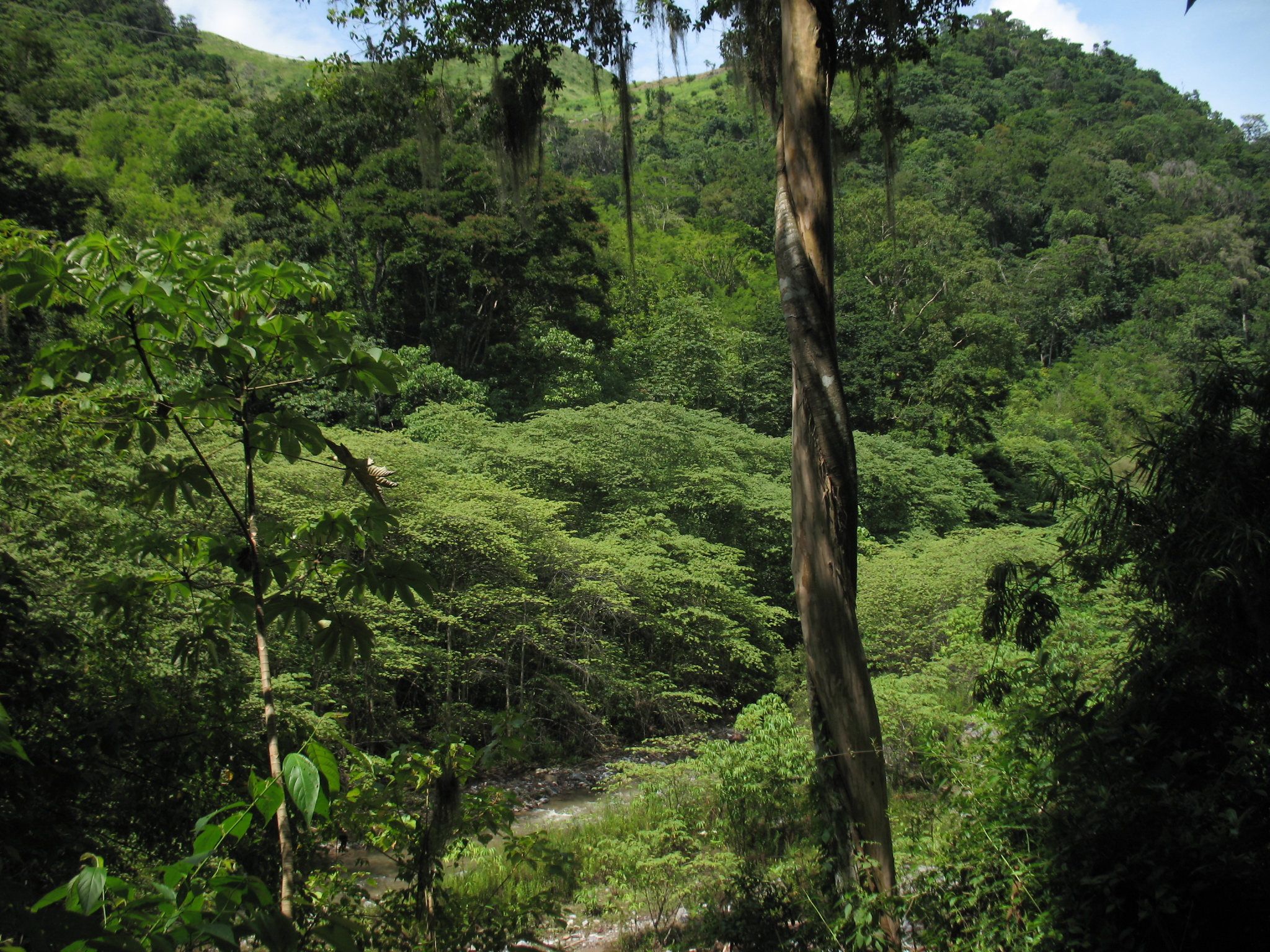

阿加爾塔山國家公園是洪都拉斯的國家公園，位於該國東南部奧蘭喬省，處於特古西加爾巴東北面180公里，每年平均降雨量1,580毫米。